# Ask.com
Ask.com（アスクドットコム）は、検索エンジンやQ&Aサイトを提供する、ポータルサイトである。

## 概要
Ask.comはインターネットの黎明期から存在する検索サービスである。かつてはAsk Jeeves社（アスク・ジーブス）が運営していたが、2005年以降は雑誌ニューズウィークなどを所有するコングロマリットのIACが運営している。検索サービスは寡占化が進んでいるためシェアは数パーセントに過ぎないが、アメリカ合衆国では5社中4位のデスクトップ検索サイトである。利用者は4160万人/月に半減したが、アメリカ合衆国で第15位のデスクトップ・ウェブサイト（2015年12月）でもある。かつては独自の検索エンジンを開発し、日本向けにカスタマイズも行っていた。しかし2009年にAsk.jpが終了し、2010年には検索エンジンの開発も終了した。2011年にQ&Aサイトを開始して独自のコンテンツを確保すると共に、IACグループの広告枠を1億2500万ドルでGoogleに販売して収益をあげている。検索サービスも継続しており、現在でもwww.ask.jpで日本語検索を行うことが出来る。

## 機能
英語版には、検索サイトとコミュニティ型のQ&Aサイトがある。検索サイトではウェブ検索の他に画像検索やニュース検索、動画検索を行うことが出来る。また地図と連動した地域情報の検索（AskCity）やQuixey社が提供するモバイルアプリケーション情報など、他社のサービスを独自のユーザーインターフェースで検索するサービスも提供している。Q&Aサイトでは、コミュニティに対して質問を投稿することができる。またトップページには四つの選択肢の中から正解を選ぶ、クイズ形式の「Question of the Day」があり、Q&Aサイト検索に誘導している。日本語版は検索サイトのみで、ウェブ検索を行うとQ&Aサイトも検索して、結果を表示する。かつては日本語版でも動画検索やブログ検索が可能だったが、現在は画像検索のみに対応している。

## ツールバー
Ask.comはウェブブラウザ用のツールバーを提供しており、javaインストール時や他社のフリーソフトと共にインストールされる場合がある。ツールバーをインストールすると、Internet Explorerのホームページとデフォルト・サーチエンジンが変更される。これはツールバーをアンインストールしても、自動的に元には戻らないので、Internet Explorerの「ツール」メニューから「インターネットオプション」を開いて、手動で変更しなければならない。アンインストール時のエラー対策には、ToolbarUtilityTool.exeが用意されている。

### Microsoftの対応
マイクロソフトでは2015年6月1日以降、ユーザーの予期せぬ動作を行うツールバーをマルウェアとして検出するように自社セキュリティ製品の検出評価基準を変更。その結果Ask Toolbarはマルウェアとして扱われる事となった。
なおAsk Toolbar ver.12.28.1.1402では問題点が修正されたため、マルウェアとしては検出されない。

## 歴史

### 1990年代
AskJeevesは1996年にギャレット・グルーナーややデイビッド・ウォーヘンらが設立した会社である。Mr.Jeeves（ミスター・ジーブス）とは、イギリスのユーモア小説「比類なきジーヴス」に登場する有能な執事のことである。AskJeevesの検索エンジンはグレイ・シェヴスキーが設計した質問応答システムを基に開発され、キーワード検索だけでなく質問文による自然語検索にも対応していた。そのため「わからないことがあったらジーブスに聞いてみよう、ジーブスは何でも知っている」という社名になったと言う。AskJeevesは人気を得て、1999年にNASDAQに上場した。

### 2000年代前半
AskJeevesの検索エンジンは、Teoma（テオマ）というブランド名で語られる事もあるが、これは2001年に買収したTeoma社の検索エンジンに由来する。TeomaはGoogleと同じようにページランクに基づいて検索を行うだけでなく、検索語の主題を理解して、その主題に関係するウェブページから検索を行う「サブジェクト・スペシフィック・ポピュラリティ」（Subject Specific Popularity）と言うアルゴリズムを採用していた。当時のGoogleで「原子爆弾」を検索すると、「原子爆弾」から「原子爆弾並みに美味しいお菓子」まで原子爆弾と書いてあるウェブページは何でも検索対象とし、その中からリンク数の多いウェブページを一覧表示した。これに対してTeomaはウェブページをグループに分けて「原子爆弾並みに美味しいお菓子」を検索対象から除外して、「水素爆弾」や「第二次世界大戦」などを検索対象に加える。また爆弾に関するグループ（コミュニティ）の中から評価の高いウェブページを「エキスパート」として抽出し、そのページからリンクされているウェブページに高い評価（オーソリティ）を与えて一覧表示した。このアルゴリズムは「検索クエリのテンプレートを用いることで関連度の低い情報を排除する方法」として特許登録されており、2000年代前半の検索分野における重要特許の1つだと言われている。また他社と比べるとインデックスしているページ数が少ないものの、1990年代には不可能だと思われていた、SSPを使ったリアルタイム検索を実装した点でも評価が高かった。TeomaはGoogleキラーとして期待され、2001年頃はAbout.comやiWon、MSN、Lycosや企業向けの検索システムで利用された。2004年にはExciteの親会社を買収してポータルサイトやフリーメールサービスを手に入れて、ヨーロッパや日本に進出した。

### 2000年代後半
InterActiveCorp社はアメリカ合衆国のテレビショッピング会社のホーム・ショッピング・ネットワークの放送部門が、1986年に分社化して出来た会社である。その後、バリー・ディラーが経営権を握り、200x年代前半にはTicketmaster（チケット会社）やMatch.com（出会い系サイト）、Expedia（旅行サイト）など多数のインターネットサービスを所有するコングロマリットになっていた。IAC社はGoogleなどのインターネット検索によって、自社のポータルサイトのコンテンツ配布機能が脅かされていると感じていた。そのため2005年にAsk Jeevesを買収して、検索業界に参入した。Ask Jeeves社の社名はその後「IAC Search & Media」となり、マスコットキャラクターのMr.Jeevesは姿を消した。米国版ではオプション指定により表示する方法があったようだが、2013年現在は使用不能である。一方、イギリス版では復活し、2013年現在も健在である。
2004年から2008年頃はWeb 2.0時代で、ブログやブログ・メディアが流行した。AskJeevesはフィードリーダーとして有名なBloglinesを買収した。Ask.comはリアルタイム性を重視したブログ検索エンジンを開発して、ブログを投稿してから数秒で検索できるようにした。2000年代中盤は動画共有サイトが始まった時代でもあった。Ask.comは動画検索エンジンや高品質な画像を探すことが出来る画像検索エンジンを開発した。またテレビ広告を積極的に行って知名度を高め、欧米で利用者を急増させた。しかし結局、検索市場でシェアを伸ばすことは出来なかった。
2008年、親会社のIACは子会社を再編し、Ask.comのCEOを交代させ、リストラを実施した。またGoogleに広告枠を売って収益を改善した。Ask.jpは2009年に終了して、日本独自の開発を終了した。2010年には米国でも検索エンジンの開発を終了し、Bloglinesのサービスも停止した。2011年からは知名度の高さを生かしてQ&Aサイトを開始し、モバイル分野に注目している。

### 2010年代前半
2013年のAsk.comはシェアは数パーセントに過ぎないが、アメリカ合衆国で第4位の検索サイトだった。利用者は1億809万人/月に達し、アメリカ合衆国で第8位のウェブサイト（2012年11月）でもあった。

## 沿革
Ask Jeeves時代
- 1996年 - Ask Jeeves社を創業
- 1997年4月 - AskJeeves.comを開始[30][注釈 2]
- 1999年7月 - NASDAQに上場[30]
- 2001年9月 - 検索エンジンのTeoma社を買収[14]
- 2003年1月 - Teoma 2.0で「Advanced Search」機能を強化し[31]、5億ページをインデックスした。 バーナー広告を廃止[32]
- 2003年5月 - 法人部門をKanisa社に425万ドルで売却[33]
- 2004年3月 - Exciteなどを所有するInteractive Search Holdings社を3億4300万ドルで買収[34]
- 2004年6月 - デスクトップ検索のTukaroo社を買収し[35]、「Ask Jeeves Desktop Search」として提供（12月）[36]。同月、ペイドインクルージョンを廃止[37]
- 2004年9月 -「MyJeeves」のベータ版を開始[38]。検索結果のブックマーク機能、地域情報やローカルニュースの検索、Teoma 3.0で日本語などのダブルバイトコードに対応
- 2005年2月 - Bloglinesを所有するTrustic社を買収[39]
- 2005年3月 - IAC社に18億5000万ドルで買収された[40]
- 2005年5月 - ユーザーインターフェースを改良[11]。検索の絞込みや拡大、一発検索など「Teoma」アルゴリズムの強みを生かした機能を提供。
- 同月 - Excite Italiaを買収[41]。イギリスやフランス、ドイツ、イタリアやスペイン、オーストリア、オランダに進出し、日本でもAsk.jpを開始した
- 2006年1月 - 画像検索を開始[42]

Ask.com時代
- 2006年2月 - 社名をIAC Search & Mediaに変更し、サービス名をAsk.comに変更した[10]
- 2006年6月 - ブログ検索を開始[43]。Bloglinesでも利用可能
- 2006年12月 - 新ローカル検索「AskCity」を開始[44]。IACのグループ会社の情報を検索できるようになった
- 2007年6月 - 検索エンジンをアップデートし、Ask3Dを開始[45][46]
- 2007年7月 - Dictionary.comなどを所有するLexico Publishing社を買収[47]
- 2007年11月 - 親会社のIACが子会社の再編を発表[22]。同月、中国企業を買収し[48]、Googleと35億ドルの広告契約を締結[49]
- 2007年12月 - AskEraserを開始[50]
- 2008年2月 - ニュースアグリゲーター「BigNews」を開始[51]
- 2008年3月 - 大株主のリバティメディアが反対していた再編案を裁判所が許可し[52][53]、リストラを実施[23]
- 2008年10月 - 検索エンジンをアップデート[54]。Q&Aサイトの横断検索に対応[55]
- 2009年1月 - Ask Sponsored Listings事業部が広告ベンチャーのSendoriを買収[56]
- 2010年７月 - Q&Aサイトとの連携を強化[57]
- 2010年9月 - Bloglinesを終了[58]
- 2010年11月 - 検索エンジンの開発を終了[59]。中国市場から撤退
- 2011年4月 - Googleとの広告契約を延長[4]
- 2011年10月 - Q&Aサイトを開始[26]
- 2012年6月 - nRelateを買収[60]。関連記事を表示するブログパーツ[61]
- 2012年12月 - Quixeyと提携して、モバイルアプリ検索機能を開始[62]

## 日本
日本には、Ask Jeevesがトランスコスモスと共同で設立したアスクジーブスジャパン株式会社があり、2004年から2009年までは日本独自のAsk.jpを提供していた。その後アスクドットジェーピー株式会社となり、Ask.jpの終了後はTCI Plus株式会社となった。しばらく法人向けの広告配信などを行っていたが、最終的にはトランスコスモスに吸収合併された。現在はAsk.comが日本語版のサービスを提供している。

### 検索サイト
Ask.jpの検索エンジンはTeomaをベースとし、日本語向けに改良されていた。またブログ検索機能は日本の独自開発で、ポッドキャスト付きのブログを抽出する事ができた。ツールバーも提供していたが、Smiley Central機能はスパイウェアやアドウェアとの指摘もあった（メーカーは否定）。Google検索を行なうと、トップ結果のページの最下段に「（その時に入力したキーワード）を検索。 検索結果をすばやく、今すぐ調べる！」の広告が登場する。

### Askビデオ
AskビデオはトランスコスモスのJストリームを利用した動画共有サービスである。Consumer Generated Mediaとして、携帯電話のカメラなどで撮影した動画（最大５分）を投稿することが出来た。その後MOVIE CASTERを買収し、動画数は100万本に達した。また動画をデコレーションする「デコわく」や犬の動画専門のOneOne.TVなどもあった。
またCGMだけでなく、映画の有料配信や自主制作の「白昼夢」「加齢臭なる一族」のような番組も配信していた。またB2Bとして、企業の宣伝番組や第2日本テレビの配信インフラとしても利用された。

### 沿革
アスクジーブスジャパン時代
- 2000年9月 - トランスコスモスがアスクジーブスジャパンを設立[74]
- 2001年5月 - 法人向けの自然語検索サービス（ジーブスソリューション）を開始し[15]、Panasonic系のインターネットサービスプロバイダなどに導入された[75]
- 2004年8月 - Ask.jpのベータ版を開始[76]。スマートファインダーと呼ばれる機能が導入されており、関連性があると思われるキーワードが左側に表示され、検索できる範囲を絞っていくことができる。
- 2004年10月 - 辞書機能とツールバーの提供を開始[77]。英和辞典、和英辞典、英和コンピュータ用語辞典を検索できるようになった。
- 2004年12月 - Askモバイルのベータ版を開始[78]。ディレクトリ型検索。
- 2005年3月 - ツールバーにSmiley Central機能を追加[79]
- 2005年5月 - Ask.jpを開始[80]。「My Ask」や画像検索機能、GoogleのAdWordsに対応した
- 2005年6月 - Askモバイルの検索エンジンを変更[81]
- 2005年9月 - ブログ検索のベータ版を開始[82]

アスクドットジェーピー時代
- 2006年2月 - Ask.jpをリニューアル[10]。社名を株式会社アスクドットジェーピーに変更
- 2006年6月 - Askビデオを開始[83]
- 2007年8月 - トランスコスモスが動画共有サービスのMOVIE CASTERを買収し、Askビデオに統合した[67]
- 2007年10月 - AskTrendを開始[84]。同月、「デコわく」を開始[85]
- 2008年3月 - OneOne.TVを開始[86]。犬の動画専門の動画共有サービス
- 2008年4月 - filmoTVを開始[87]。エニグモ社と提携し、消費者参加型CMを配信
- 2008年7月 - 検索エンジンをオーバーチュアのロボット型検索エンジンに切り替え[88]
- 2009年5月 - Askビデオを終了[83]
- 2009年6月 - Ask.jpを終了[89]
- 2009年7月 - Askモバイルを終了[90]。同月、TCI Plusに社名変更[64]

Ask.com時代
- 2009年11月 - Ask.com 日本語版を開始[91]。キーワード検索のみに対応
- 2010年2月 - TCI Plus社がトランスコスモスに吸収合併[64]
- 2011年1月 - 検索結果に広告を混在させる改造を実施[92]
- 2012年4月 - 検索エンジンをアップデート[93]。Q&Aサイト検索に対応
- 2012年11月 - 画像検索に対応[94]